# Naoyuki Daigo
Naoyuki Daigo (jap. 醍醐直幸 Daigo Naoyuki; ur. 18 stycznia 1981 w Tokio) – japoński lekkoatleta, skoczek wzwyż.

## Osiągnięcia
- srebro mistrzostw Azji juniorów (Bangkok 1997)[1]
- złoty medal mistrzostw Azji juniorów) (Singapur 1999)[2]
- brązowy medal mistrzostw Azji (Manila 2003)
- srebro mistrzostw Azji (Inczon 2005)
- srebrny medal igrzysk Azji Wschodniej (Makau 2005)
- brąz halowych mistrzostw Azji (Pattaya 2006)
- brązowy medal podczas igrzysk azjatyckich (Doha 2006)
- złoty medalista mistrzostw Japonii oraz narodowych igrzysk japońskich
- wielokrotny rekordzista kraju

Daigo reprezentował Japonię na największych międzynarodowych imprezach, jednak zawsze odpadał w eliminacjach, między innymi zajął 36. miejsce w eliminacjach podczas igrzysk olimpijskich (Pekin 2008).

## Rekordy życiowe
- skok wzwyż – 2,33 (2006) rekord Japonii[3]
- skok wzwyż (hala) – 2,28 (2006) były rekord Japonii[3]